# Pixelmator
Pixelmator (ora Pixelmator Classic) è un programma di grafica digitale creato per Mac dal Pixelmator Team Ltd. È stato creato con una combinazione di tecnologie open source e di altre tecnologie integrate in macOS. Pixelmator ha tutte le funzioni principali di un programma di grafica, come pennelli, correzione colore, livelli modificabili e trasparenti. Il programma sfrutta la GPU per processare le azioni. Si può usare Automator per creare flussi integrabili con Pixelmator. Il programma sfrutta le librerie Core Image, OpenCL, OpenGL e Grand Central Dispatch.

## Cronologia delle release
- Pixelmator 1.0 è stato pubblicato il 25 settembre 2007. La prima versione, in realtà, era uscita il 16 agosto precedente. Inizialmente i programmatori annunciarono una versione beta pubblica, ma dopo decisero di continuare con versioni beta destinate ad un gruppo selezionato di testatori.
- Pixelmator 1.3 è stato commercializzato l'11 novembre 2008 (nome in codice "tempo"). È stata aggiunta più stabilità soprattutto per lavori su immagini particolarmente grandi. Sono state anche aggiunte numerose novità fra cui "Clicca e trascina" (click-and-drag) per aggiustare la tolleranza della "Bacchetta Magica", il "Secchio della Vernice" e la Gomma Magica. Sono state aggiunte le lingue francese e spagnolo alle già presenti inglese e tedesco.
- Pixelmator 1.4 è stato commercializzato il 20 aprile 2009 (nome in codice "Sprinkle"). Questa versione aggiunge nuovi pennelli e la possibilità di crearne altri avanzati. Supporta l'importazione da Photoshop, pennelli inclusi. È stato aggiunto il filtro generatore di nuvole e il filtro rumore nella versione 1.4.1.
- Pixelmator 1.5 è stato commercializzato il 12 settembre 2009 (nome in codice "Spider"). Ottimizzata per il web, tra le nuove funzionalità c'è lo strumento slice, nuove etichette dinamiche che mostrano informazioni sugli strumenti attivi e una funzionalità che facilità l'impostazione dei colori per il web. La nuova funzione trim permette inoltre un più facile delineamento delle immagini basandosi sul colore, e infine è presente la lingua italiana.

## Funzioni
- Usa tecnologie come ImageMagick, Core Image, Automator, Cairo e Sparkle.
- Supporta le immagini PSD (inclusi i livelli) e più di 100 altri formati.
- Oltre 20 strumenti per selezioni, taglio, pennelli, ritocco, misurazione e navigazione.
- 16 strumenti per correzione di colore e oltre 50 filtri.
- Si integra con le applicazioni di iLife come iPhoto.
- Si possono scattare foto con la fotocamera iSight direttamente dal programma e ritoccarle al momento.
- Permette di effettuare molto velocemente operazioni "monotone" grazie all'integrazione con Automator.
- Supporta i profili ColorSync di macOS.